# La Corne de rhinocéros
Pour la corne de rhinocéros, voir Corne de rhinocéros.
La Corne de rhinocéros, par André Franquin, est la trente-sixième histoire et le sixième album de la série Spirou et Fantasio. Elle est publiée pour la première fois dans Spirou en deux histoires intitulée La Turbotraction publiée du no 764 au no 787 et La Corne de rhinocéros publiée du no 788 au no 797.

## Résumé

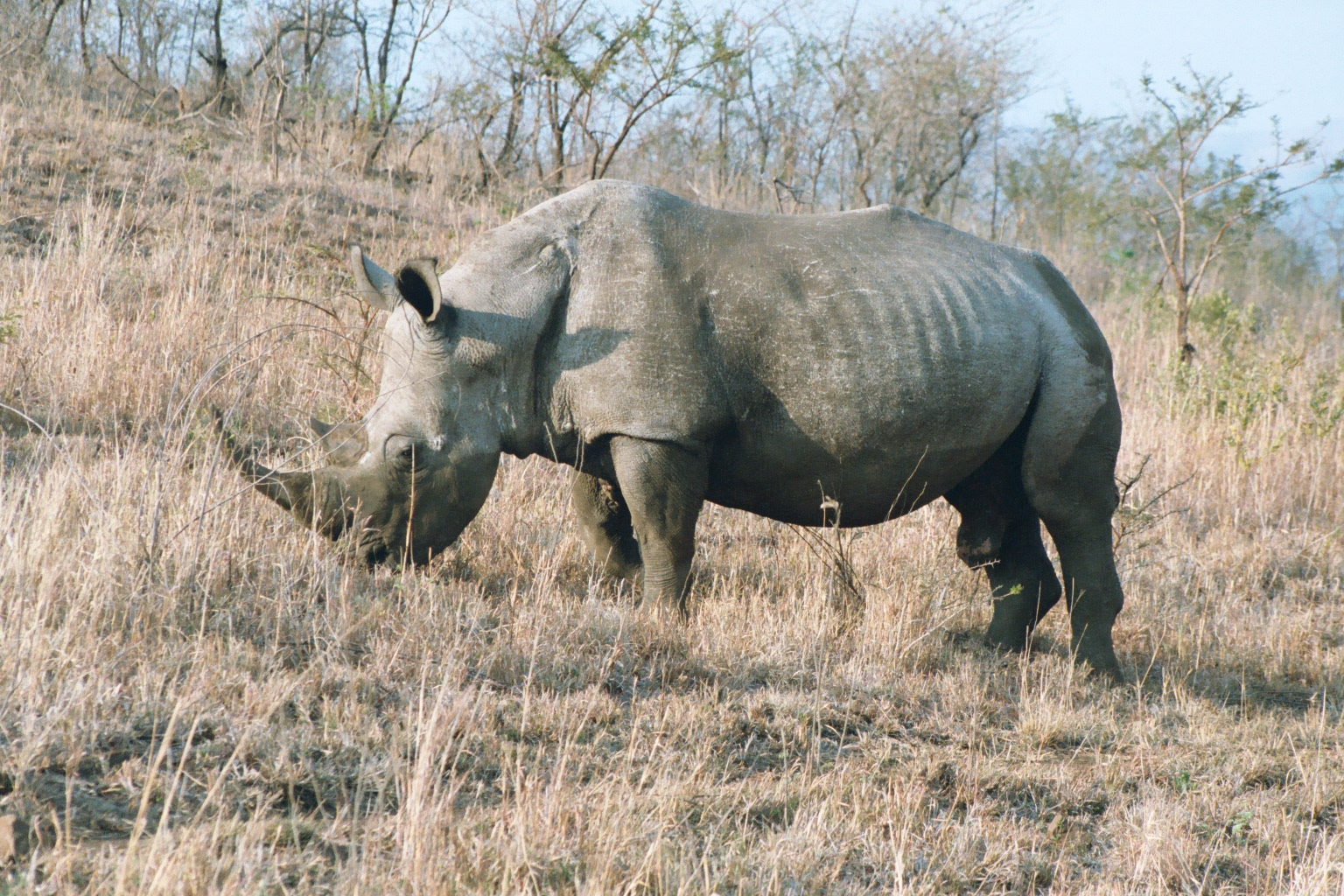
L'autre héros de cette aventure.

Son emploi de journaliste — au Moustique — devenant précaire, Fantasio décide de le relancer au moyen d'un reportage exceptionnel. Dans ce but sera simulé un cambriolage aux « Galeries du bon bazar ». À La nuit tombée, Spirou et lui se posent en Fantacoptère sur le toit de ce grand magasin. Or à l'intérieur, les deux faux cambrioleurs découvrent les veilleurs de nuit ligotés, puis leur vieil ami Roulebille, qui a été blessé lors de l'explosion — de l'après-midi même — dans l'usine Turbot, en ville. Celui-ci leur apprend qu'il détient une partie des plans d'un nouveau modèle d'automobile, la « Turbotraction », que convoitent les concurrents de la firme. Ce sont ces derniers qui ont engagé une bande de malfaiteurs pour saboter les travaux de montage (par explosion des ateliers) et pour s'emparer des précieux plans. Et ce sont deux hommes de main de cette bande qui — en pourchassant Roulebille — avaient ligoté les vigiles du grand magasin.
Roulebille confie alors à Spirou et Fantasio sa partie des plans en leur révélant que, de son côté, Martin a pu s'échapper — vers Poissifflet — avec l'autre partie, et les charge de le rejoindre pour mettre en sécurité l'ensemble des plans.
Survient alors une jeune femme, se présentant comme engagée au Moustique. Surnommée Seccotine elle enquête, elle aussi, sur l'affaire. Tous les quatre s'échappent finalement du grand magasin en égarant les hommes de main ; puis la jeune femme emmène Roulebille à l'hôpital.
Plus tard, Seccotine apprend aux deux héros qu'au milieu de son délire, Roulebille a dévoilé la localisation du nouveau refuge de Martin : une petite ville d'Afrique du Nord, Bab-el-Bled, située près de Sidi-bou-Bouk.
Spirou et Fantasio s'y rendent donc, mais y retrouvent les deux hommes de main (des Galeries du bon bazar) qui les avaient suivis, et qui s'en prennent directement à Martin. Ce dernier réussit à leur échapper, mais doit une nouvelle fois changer de cachette.
Il va se réfugier en Afrique centrale, à M'Saragba, où Spirou, Fantasio et Seccotine cherchent à le rejoindre mais où ils arrivent trop tard : les bandits les ont précédés et ont contraint Martin à fuir dans la brousse. Heureusement, l'étrange individu, déjà rencontré par eux à Poissifflet, le lendemain de l'attentat de l'usine et du faux cambriolage des Galeries du bon bazar, et qui se révèle être un policier enquêteur, intervient juste à temps et arrête les bandits (Toothbrush et son acolyte).
Mais tout n'est pas fini : Martin a confié la capsule contenant les plans sur microfilm à un sien ami, le roi des Wakukus (une tribu indigène) et lui a donné pour instruction de la cacher dans un endroit inaccessible — "où personne ne pourra la découvrir".
Par le roi des Wakukus, Spirou et Fantasio apprennent que la capsule du microfilm a été cachée dans la corne d'un des rhinocéros vivant dans la réserve de M'Saragba. Non sans difficulté, mais par une chance inespérée, ils finissent par retrouver la capsule.
Épuisés par leur expédition dans la brousse, ils rentrent finalement en Europe.
Six semaines après leur retour, Roulebille, également rétabli, vient les remercier en leur offrant un des prototypes de la fameuse nouvelle voiture révolutionnaire de Turbot, le modèle Sport Turbot-Rhino I.
Persuadée de tenir là un "bon petit reportage", Seccotine en prend — incognito — quelques photos. S'en étant aperçus, Spirou et Fantasio tentent de les lui faire restituer, ou détruire… sans que l'on sache s'ils y parviendront.

## Personnages
- Spirou
- Fantasio
- Spip
- Seccotine (première apparition)
- Roulebille
- Martin
- Toothbrush (première apparition)
- Le policier (première apparition)
- Le roi des Wakukus (première apparition)

## Véhicules

### Automobiles
- Taxi (Taxis bleus) (planche 19, case B1 - page 21 de l'album)
- Nash Statesman Super two-door Airflyte, Première génération (1950 à 1951) (planche 21 - page 23 de l'album)

### Avions, aéroplanes
- Fantacoptère
- Lockheed Constellation, compagnie SudAir

## Déroulé, constantes et retouches postérieures

### Tenues (habillement), climat, attitudes
Tout au long du récit, les personnages portent des vêtements de demi-saison européens.

#### Les héros
En toutes circonstances, Spirou arbore bien sûr son uniforme (rouge) de groom. Seuls ses souliers vernis (recouverts de guêtres) sont momentanément troqués contre des tennis blanches — souplesse et discrétion acoustique obligent — lors du faux cambriolage du grand magasin. Cette tenue ne variera pas, d'un bout à l'autre du récit, que ce soit en Europe ou en Afrique.
Au cours de la partie européenne (belge) de l'aventure, Fantasio est en chemisette légère (de printemps ou d'été), complétée d'un blouson mi-long cintré, aux manches retroussées.
Cette tenue, pourtant fort appropriée pour une expédition sportive et au grand air, sera abandonnée pour une tenue tout ce qu'il y a de plus citadine, lors du voyage en Afrique. Veston croisé (vert), chemise blanche, cravate (bleu clair) et chapeau seront les signes distinctifs de Fantasio, depuis le vol Belgique-Sidi-bou-Bouk, jusqu'à M'Saragba et la réserve d'animaux. Sa tenue ne sera allégée (en tombant veston et cravate) qu'à l'orée de la brousse, à la recherche du village des Wakukus.
Bien qu'épuisés par le climat torride, les deux héros se retrouvent à l'hôpital de M'Saragba, en pyjama complet (d'hiver), dans des lits dotés de draps et de couvertures, tout comme en Europe (hors saison estivale).

#### Les bandits
Les gangsters, Toothbrush et son acolyte, sont chaudement vêtus durant toute la partie européenne du récit : complet, écharpe et manteau (ainsi que chapeau pour Toothbrush)
Leurs tenues s'allègeront (un peu) à partir du voyage en avion vers l'Afrique du Nord — complet (bleu clair) pour Toothbrush, et veste sport pour son adjoint — sans toutefois se séparer de leurs imperméables citadins, relativement épais. Complétées de postiches pileux (perruque capillaire et barbe épaisse), ces tenues, inadaptées au climat africain, donneront lieu à leur interception par Spirou dans les souks de Bab-el-Bled, tandis que les deux malfrats pistaient les héros, en vue de retrouver Martin.
Une fois parvenus au cœur de la brousse, à M'Saragba, les deux bandits allègeront encore un peu leur tenue, en ouvrant les cols de chemise, abandonnant leur cravate et leur nœud papillon, mais pas leur veste ni leur veston.

#### Seccotine
La tenue portée par Seccotine est la plus remarquable par sa constance. D'un bout à l'autre du récit, chaussée de mocassins, sac bandoulière à l'épaule gauche, la jeune journaliste est habillée d'une jupe étroite (à carreaux) d'un chandail (noir) et d'une veste chaude mi-longue.
Cette veste présente une particularité quelque peu insolite : son boutonnage ne correspond pas à celui de la convention habituelle, à savoir avec le rabat de droite sur le gauche. En effet — et il ne s'agit pas d'une étourderie passagère sur l'une ou l'autre des vignettes — l'entièreté des images de l'aventure montre le blouson de Seccotine avec boutonnage gauche sur droite.
Seccotine porte cette tenue chaude et intégrale, quel que soit le climat sous lequel elle se trouve, que ce soit en Europe, en Afrique du Nord ou dans la brousse africaine.
Indépendamment du sens de boutonnage de son blouson, Seccotine le porte toujours ouvert. Cet artifice permet à Franquin de montrer subtilement et discrètement la morphologie du buste de la journaliste, sans risquer de provoquer la censure, à une époque où l'application de la loi 49.956 (française) avait pour effet (entre autres) de restreindre drastiquement la représentation graphique féminine, dans la bande dessinée.

 
{à suivre…}

## Historique
La Turbotraction Turbot-Rhino I qui est au cœur de l'intrigue est une voiture révolutionnaire à turbine, technologie que plusieurs constructeurs envisageaient d'appliquer à l'automobile dans les années 1950. La voiture dessinée par Franquin est ainsi directement inspirée de la SOCEMA-Grégoire qui était présentée salon de l'automobile de Paris au moment de la création de l'histoire, en octobre 1952.
Elle sera la voiture de Spirou et Fantasio durant les sept aventures suivantes (Le Dictateur et le champignon, La Mauvaise Tête, Le Repaire de la murène, La Quick super, Les Pirates du silence, Le Nid des marsupilamis et Le Voyageur du Mésozoïque). Elle sera à nouveau au centre de l'intrigue de Vacances sans histoires, au cours de laquelle elle sera détruite et remplacée par le tout nouveau modèle, la Turbot II.
Il faut noter le grand intérêt de Franquin pour l'automobile à cette période, car en plus des deux aventures autour de la Turbotraction, toute l'intrigue de la Quick Super tourne autour de l'automobile. Il se chargera également de l'illustration de la rubrique automobile du Journal de Spirou, la chronique de Starter en 1956 et 1957 avant de passer la main à Jidéhem, faute de temps.

## Publication

### Revues
- Publié pour la première fois dans le journal de Spirou du no 764 (paru le 4 décembre 1952) au no 797 (paru le 23 juillet 1953). Jusqu'au no 787 (paru le 14 mai 1953), l'aventure s'intitulait durant sa prépublication Spirou et la turbotraction[4].

### Album
La première édition de La Corne de rhinocéros fut publiée aux Éditions Dupuis en 1955 (dépôt légal 01/1955). On retrouve cette histoire dans Voyages autour du monde, le tome 3 de la série Les intégrales Dupuis - Spirou et Fantasio (Dupuis - 2007).
Cet album a fait l'objet de censure de la part de l'éditeur et l'auteur a été sommé de faire disparaitre les armes à feux des gangsters.